# Streepjesgrasmot
De streepjesgrasmot (Crambus pratella) is een vlinder uit de familie van de grasmotten (Crambidae). De spanwijdte van de vlinder bedraagt tussen de 22 en 25 millimeter. De soort overwintert als rups.

## Waardplanten
De streepjesgrasmot heeft soorten uit de grassenfamilie als waardplanten, met name smele.

## Voorkomen in Nederland en België
De streepjesgrasmot is in Nederland en in België een wijdverbreide maar niet zo algemene soort, die vooral op zandgrond (en in de duinen) is te vinden. De soort heeft jaarlijks één generatie die vliegt van mei tot augustus.